# Pietenpol Air Camper

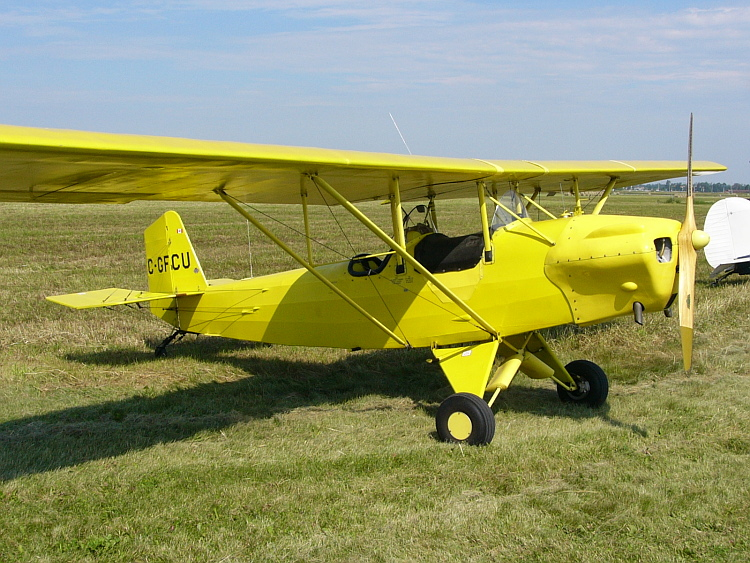
Grega GN-1 Air Camper.

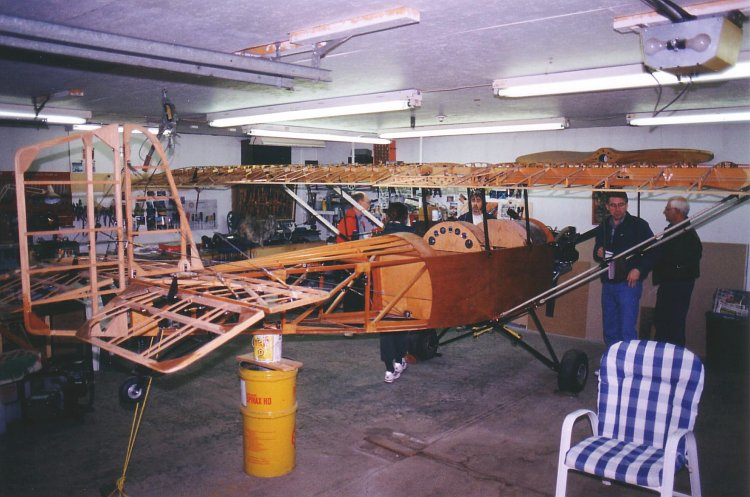
Construscción del Pietenpol Air Camper, se puede notar el marco estructural de madera.

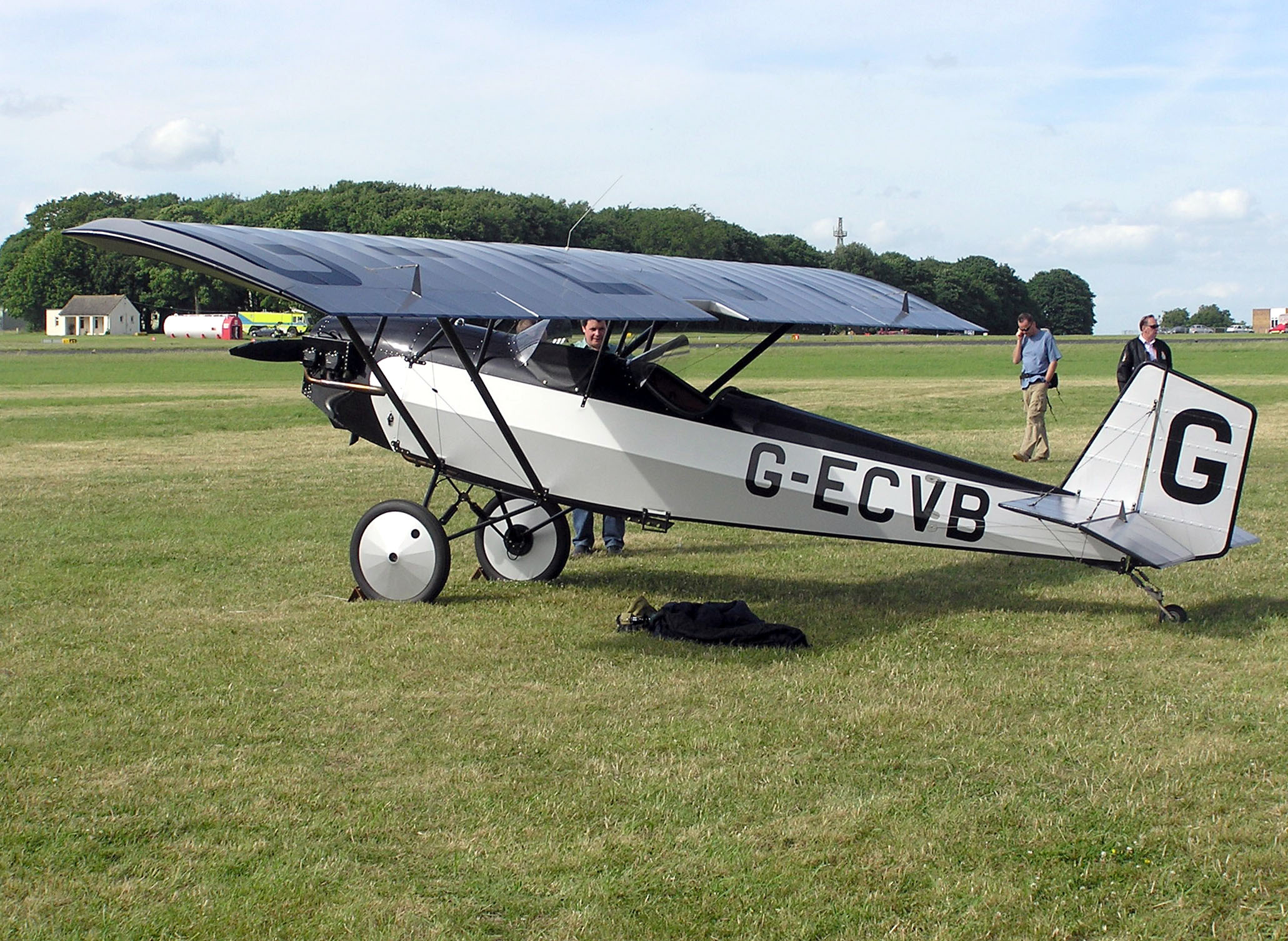
Pietenpol Air Camper en el Aeropuerto Cotswold.

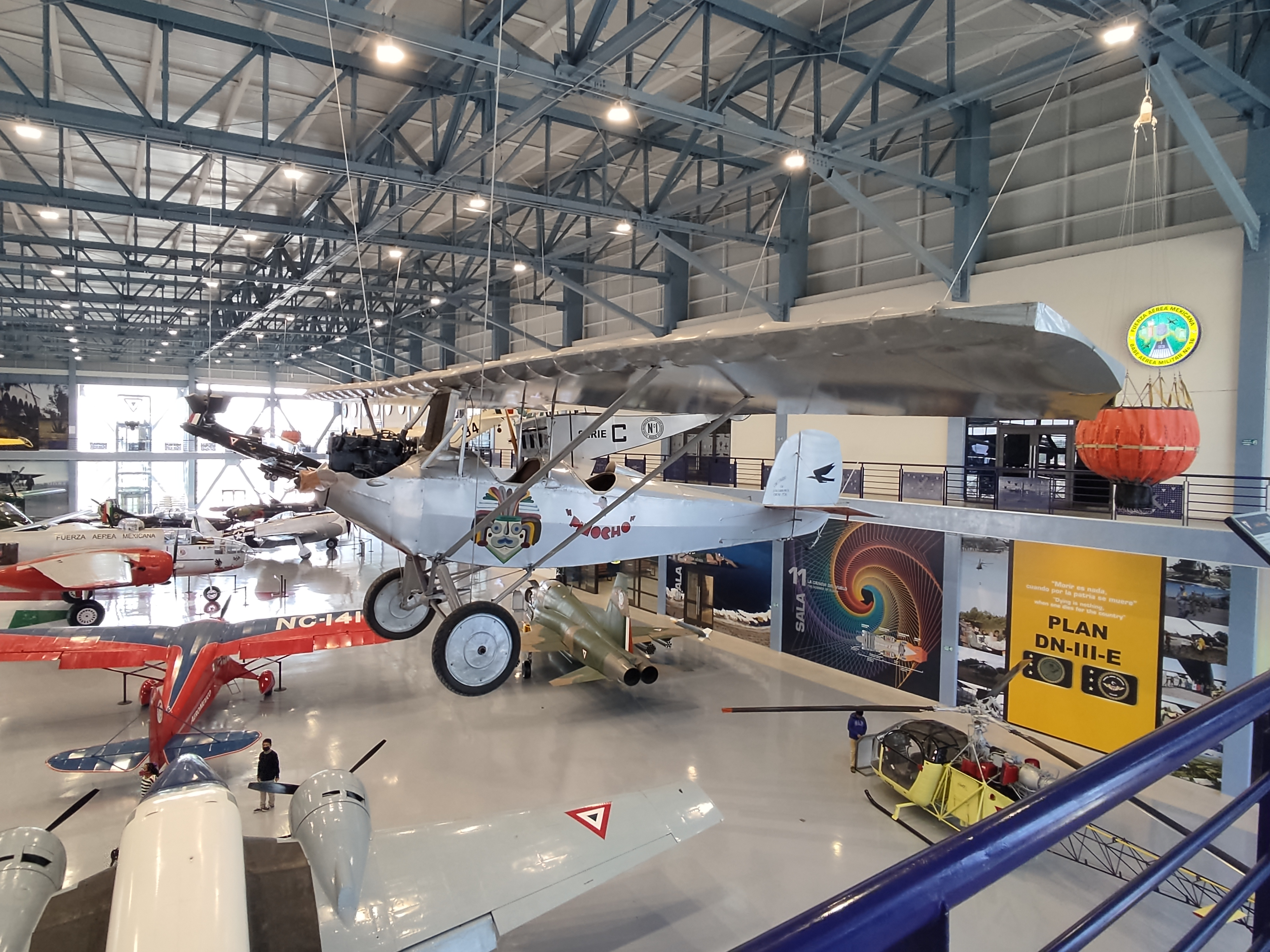
Avión Pinocho exhibido en el Museo Militar de Aviación.

El Pietenpol Air Camper es un simple avión de fabricación casera con alas de parasol diseñado por Bernard H. Pietenpol. El primer fue construido y volado por Pietenpol en 1928.

## Desarrollo
El Air Camper fue diseñado para ser construido de abeto y madera contrachapada. Uno de los objetivos de Pietenpol era crear un avión asequible y fácil de construir para los constructores de viviendas. Construir un Air Camper requiere habilidades y herramientas básicas para trabajar la madera, los constructores también necesitan fabricar algunos accesorios de metal para unir las piezas de madera, se requiere algo de soldadura. Los planos para el Pietenpol Aircamper se publicaron originalmente en una serie de cuatro partes en el Manual "Flying and Glider" de 1932-33.
El modelo original voló con un motor Ace de cuatro cilindros refrigerado por agua. El motor del Ford Modelo A se convirtió más tarde en el motor estándar utilizado; este diseño voló por primera vez en mayo de 1929.
En la década de 1960, Bernard Pietenpol comenzó a preferir los motores convertidos de los automóviles Chevrolet Corvair. El Corvair flat six tenía más caballos de fuerza, era más suave y significativamente más liviano en comparación con el Modelo A, y era similar a los que ya estaban disponibles para uso en aviación general. La longitud de un Pietenpol varía según las opciones de motor, ya que los motores más ligeros debían montarse más adelante por razones de peso y equilibrio. A lo largo de los años, más de 30 motores diferentes han volado en el Pietenpol Air Camper. Muchos constructores modernos de Pietenpol prefieren los motores de cuatro cilindros opuestos refrigerados por aire Continental A65, C85 o C90.
En las décadas de 1920 y 1930, los kits estaban disponibles para el diseño, pero no volvió a estar disponible hasta 2015, cuando Pietenpol Aircraft Company presentó una versión en kit del Air Camper, con componentes suministrados por Aircraft Spruce & Specialty. El kit incluye todas las partes excepto el motor, la pintura, la cubierta de tela y el hardware.

## Variantes
Pietenpol Sky Scout
BH Pietenpol también diseñó y publicó planes para una versión de un solo asiento del avión llamado Pietenpol Sky Scout, que era un poco más pequeño y estaba propulsado por el motor Ford Modelo T. A fines de la década de 1920 y principios de la de 1930, era menos costoso que el Modelo A utilizado en el Air Camper.
Grega GN-1 Aircamper
Un diseño casero de solo planos similar al Air Camper que usa un ala Piper Cub.
St Croix Pietenpol Aerial
Una adaptación tipo biplano, diseñada por Chad y Charles Willie y producida por St Croix Aircraft de Corning, Iowa, voló por primera vez en 1977.
St Croix Pietenpol Aircamper
Una adaptación del diseño original pero con mayor envergadura, fuselaje más largo y mayor peso bruto.
Avión Pinocho
Versión artesanal construida por el mecánico mexicano Miguel Carrillo Ayala en Zitácuaro, Michoacán. El mecánico fue llamado "Pinocho" por sus amigos por mentiroso, pues no creían que fuera a construir un avión. Entre 1934 y 1935, el hacendado Leopoldo Mena le obsequia a Miguel Carrillo un Motor de un camión Ford Modelo A, el cual fue adaptado para montarse en el avión por los mecánicos José Zepeda y Enrique Zepeda. La preparación de la madera de pino y oyamel para el fuselaje y las alas fue hecha por Armando Monjarrez y Antonio Monjarrez, la tela para la cubierta del fuselaje y alas fue proporcionada por Ester Cortés, mientras que Héctor Tregoni proporcionó $75°° pesos de ayuda económica para la compra de la hélice. La aeronave fue pintada a mano con brocha por Braulio Pérez Negrón, quien incluyó como emblema a la máscara de Canícuti, el cacique de Zitácuaro, además de la inscripción "Pinocho" en el lado derecho del fuselaje. El costo total por la fabricación fue de $1,800°° pesos. La aeronave fue transportada a Morelia por ferrocarril con el apoyo del entonces presidente Lázaro Cárdenas del Río en 1936, posteriormente realizó su primer vuelo al mando del teniente Armando Arroyo Freudenbergh en el Campo Aéreo Manuel N. López; posterior al primer vuelo, Miguel Carrillo no contaba con los recursos para regresar su avión en ferrocarril, por lo que compró gasolina y realizó su primer vuelo de Morelia a Maravatío y después a Zitácuaro siguiendo las vías del tren, pues el avión solo contaba con velocímetro y altímetro pero no con una brújula. El 14 de mayo de 1936 realizó el histórico vuelo entre Zitácuaro y el Campo Aéreo de Balbuena en la Ciudad de México, siendo recibido por el ejército mexicano y posteriormente llevado con el presidente Lázaro Cárdenas. A diferencia del Air Camper típico, el Pinocho tenía una longitud de 5.48 metros, una envergadura de 8 metros y una altura de 2.20 metros.

## Especificaciones (Air Camper Típico)
Datos de
 Características generales 
- Tripulación: Un piloto
- Capacidad: Un pasajero
- Longitud: 5.39 m (17 ft 8 in)
- Envergadura: 8.84 m (29 ft)
- Superficie alar: 12.5 m2 (135 sq ft)
- Altura:1.98 m (6 ft 6 in)
- Peso vacío: 277 kg (610 lb)
- Peso bruto: 452 kg (995 lb)
- Peso máximo al despegue: 490 kg (1,080 lb)
- Planta motriz: 1 × Ford 201 CID L-Head 3.3 L I4 de 40 HP (30 kW)

Rendimiento
- Velocidad máxima: 86 kn (100 mph, 160 km/h)
- Velocidad de entrada en pérdida: 30 kn (35 mph, 56 km/h)
- Régimen de ascenso: 500 ft/min (2.5 m/s)
- Carga alar: 7.0 lb/sq ft (36 kg/m2)